# Brian Faulkner
Arthur Brian Deane Faulkner (Helen's Bay, Condado de Down, 18 de febrero de 1921 - Saintfield, Condado de Down, 3 de marzo de 1977) fue el sexto y último primer ministro de Irlanda del Norte, del 23 de marzo de 1971 hasta el 30 de marzo de 1972, cuando el Parlamento de Irlanda del Norte fue suspendido. 

## Como primer ministro
Faulkner llegó al cargo tras la dimisión de James Chichester-Clark, tras ser elegido como líder del Partido Unionista del Úlster. 
Inició su mandato con varias innovaciones en el gobierno. Incluyó en su gabinete a un no-unionista, David Bleakley, exmiembro del parlamento por el Partido Laborista de Irlanda del Norte. En junio de 1971, propuso la creación de tres comités con amplios poderes, de los cuales dos estarían presididos por miembros de la oposición.
Sin embargo, estas iniciativas no pudieron ser llevadas a cabo a causa del agravamiento del Conflicto de Irlanda del Norte, que en 1972 se cobraría la vida de más de 400 personas. La muerte de dos jóvenes nacionalistas por disparos de soldados británicos provocó el boicot parlamentario de socialdemócratas y laboristas. El clima político se deterioró aún más cuando Faulkner, en respuesta a los actos violentos llevados a cabo por los paramilitares, introdujo el encarcelamiento sin juicio previo, que lejos de frenar la escalada de violencia, hizo que la situación empeorase.
A pesar de ello, Faulkner trató de seguir su plan de renovación de la política norirlandesa. Tras la dimisión de Bleakley en septiembre de 1971 a causa de su oposición a la política de encarcelamientos, se nombró a un católico como Ministro de Interior.
Faulkner, a pesar de estos gestos, y la insistencia en que la seguridad era el asunto prioritario del gobierno, durante el resto de 1971 seguiría avanzando sin tener un rumbo claro. En enero de 1972, una manifestación pacífica contra los encarcelamientos en la ciudad de Derry se convirtió en una masacre cuando tropas británicas abrieron fuego contra los manifestantes desarmados, matando a trece civiles. El evento pasaría a la historia como el Domingo Sangriento y marcó el final del gobierno de Faulkner. En marzo de 1972 Faulkner se negó a seguir presidiendo el gobierno sin las competencias en Orden Público, que el gobierno británico había vuelto a asumir tras quedar claro que el gobierno norirlandés era incapaz de manejar una situación que empeoraba día a día. Ante el órdago de Faulkner, el gobierno británico decidió suspender la autonomía de Irlanda del Norte y abolir su parlamento. Irlanda del Norte sería gobernada desde Londres.

## Tras la disolución del Parlamento
En 1973, como resultado de unas elecciones que dividieron el Partido Unionista del Úlster, Faulkner se convirtió en el Jefe de Ministros en un ejecutivo con el poder compartido con el SLDP y el Alliance Party, una coalición formada a raíz del Acuerdo de Sunningdale. Sin embargo, el protagonismo que el Acuerdo depositaba en el Consejo de Irlanda, se consideró excesivo para los miembros de su propio partido, algunos de los cuales se escindieron para formar un nuevo partido, mientras que el resto de elementos anti-Sunningdale se reunían en torno a la figura de Harry West, que acabaría por alzarse con la jefatura del Partido Unionista. 
El ejecutivo con el poder compartido entre unionistas y nacionalistas que Faulkner lideró solo duró seis meses. La huelga general que convocó el Ulster Workers Council Strike (dominado por lealistas, aunque apoyado tácitamente por muchos unionistas) acabó por derrocar el estatus que se explicitó en el Acuerdo de Sunningdale.
Tras perder el liderazgo del Partido Unionista, Faulkner lo abandonó y formó su propio partido unionista, el Partido Unionista de Irlanda del Norte. El nuevo partido de Faulkner tuvo un sonado fracaso en las elecciones de 1975, donde solo consiguió 5 de los 78 escaños. En 1976, Faulkner anunció su retirada de la vida política.
Faulkner murió el 3 de marzo de 1977, en un accidente al volver de una cacería, solo 24 días después de que fuera nombrado, de manera vitalicia, Barón de Downpatrick.
- Datos: Q335547